# Opel Rekord B
L'Opel Rekord B était un modèle d'automobile de la marque automobile Opel, qui appartenait à l'époque au groupe automobile américain General Motors (GM), et faisait partie de la série Rekord. Elle a été introduite en août 1965 pour succéder à l'Opel Rekord A et a été remplacée par la Rekord C à partir d'août 1966.
Selon la source littéraire, elle est classée dans la catégorie grande routière ou dans la catégorie familiale routière.

## Historique du modèle

### Général
La Rekord B avait essentiellement la carrosserie de la Rekord A, dont la conception avant et arrière a été légèrement modifiée. Le châssis a également été essentiellement adopté, mais avec une voie élargie et désormais un système de freinage à double circuit avec frein à disque à l'avant et servofrein de série sur toutes les variantes. Le système électrique de bord a été converti en 12 volts. À l’intérieur, il y avait désormais des sièges individuels de série, même si les dossiers n’étaient pas réglables. Les moteurs quatre cylindres de la Rekord B étaient de conception nouvelle.
La voiture était disponible en berline deux et quatre portes, en break («CarAVan») et en coupé. Au total, environ 296 000 exemplaires ont été construits en un peu moins d'un an de construction. Il existait également des modèles économiques appelés Opel Olympia basés sur la carrosserie de la Rekord B berline deux portes, qui n'étaient livrés que dans la configuration de base avec un moteur de 1,5 litre et une boîte de vitesses à commande manuelle à trois vitesses à levier de vitesses au volant.
La façon dont la Rekord B a été construite pendant un an seulement (d'août 1965 à juillet 1966, livraison pendant seulement huit mois) est expliquée différemment selon la source littéraire. Une représentation est que la Rekord B a été conçue dès le départ en tant que modèle de transition : Opel voulait à l'origine présenter une nouvelle génération de moteurs en même temps qu'une nouvelle voiture, mais celle-ci n'était pas encore prête pour la production en série. Ainsi, le style de la Rekord A a été quelque peu adapté à celui de sa successeur pas encore terminé (phares à large bande, calandre et cadres chromés sur tout le pourtour à l'avant et à l'arrière) et les nouveaux moteurs ont été introduits dans ce modèle, appelé Rekord B. Selon un autre récit, ce sont seulement les chiffres de vente insatisfaisants de la Rekord B par rapport à ceux de la Ford P5 qui ont motivé la décision de changer à nouveau de modèle en 1966.
La haute fiabilité de la technologie des modèles précédents a également été conservée dans la Rekord B. Cependant, les énormes problèmes de rouille de la série sont restés inchangés, en particulier au niveau du montant A, de la tôle, des bas de caisse ainsi que des passages de roue et des ailes avant.

### Variantes de carrosserie

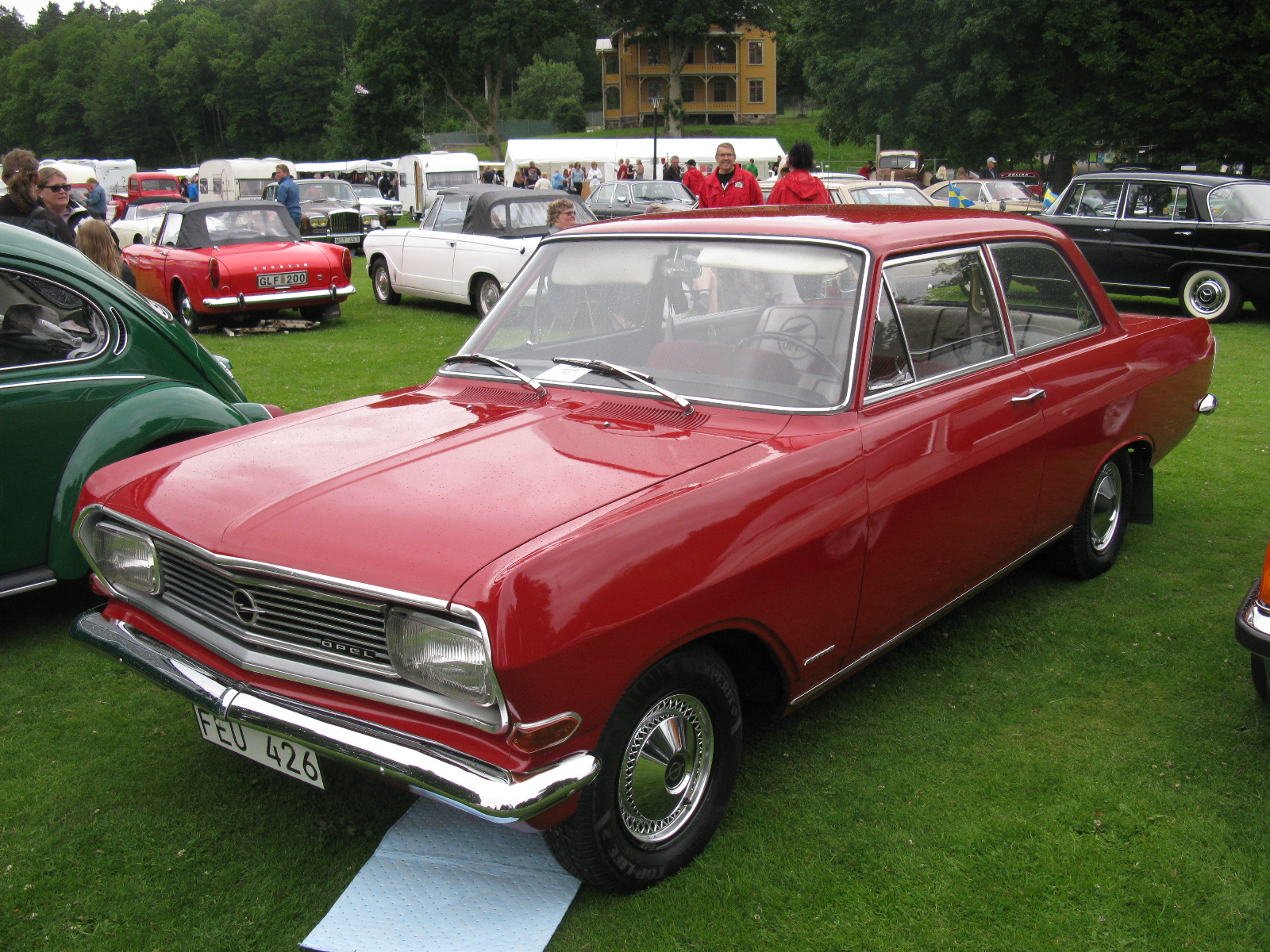
Opel Rekord en berline deux portes
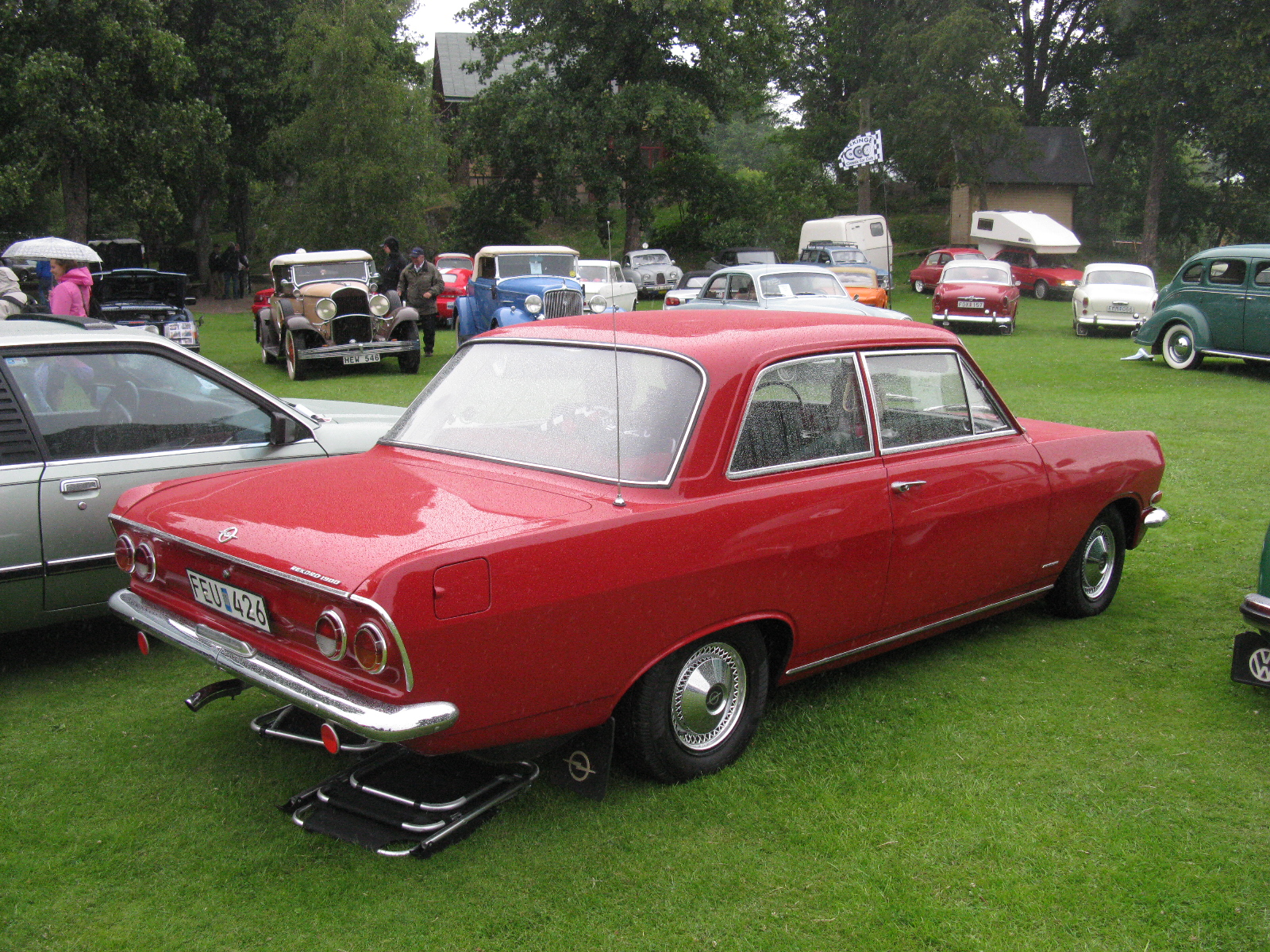
Opel Rekord en berline deux portes (vue arrière)
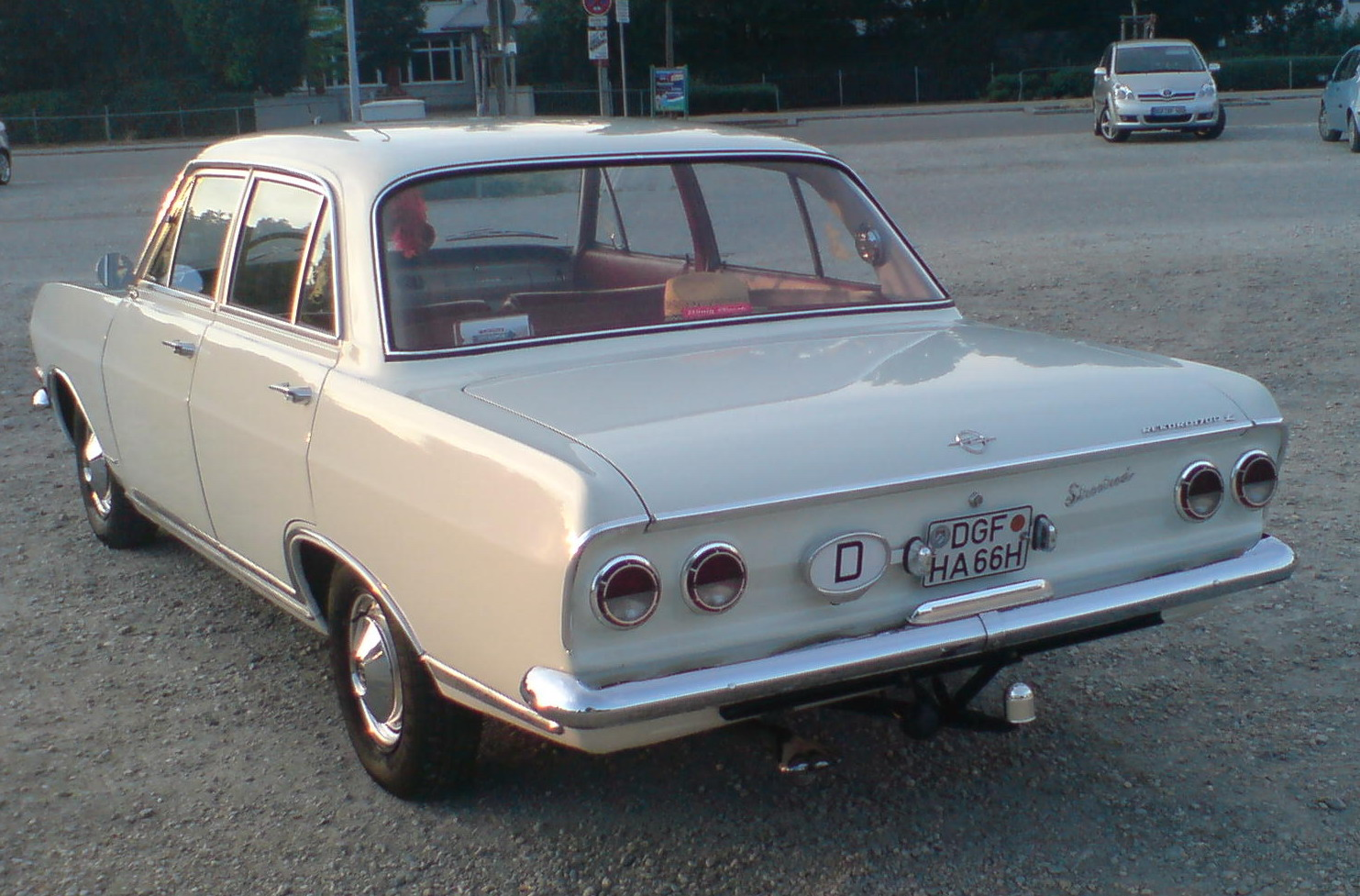
Vue arrière
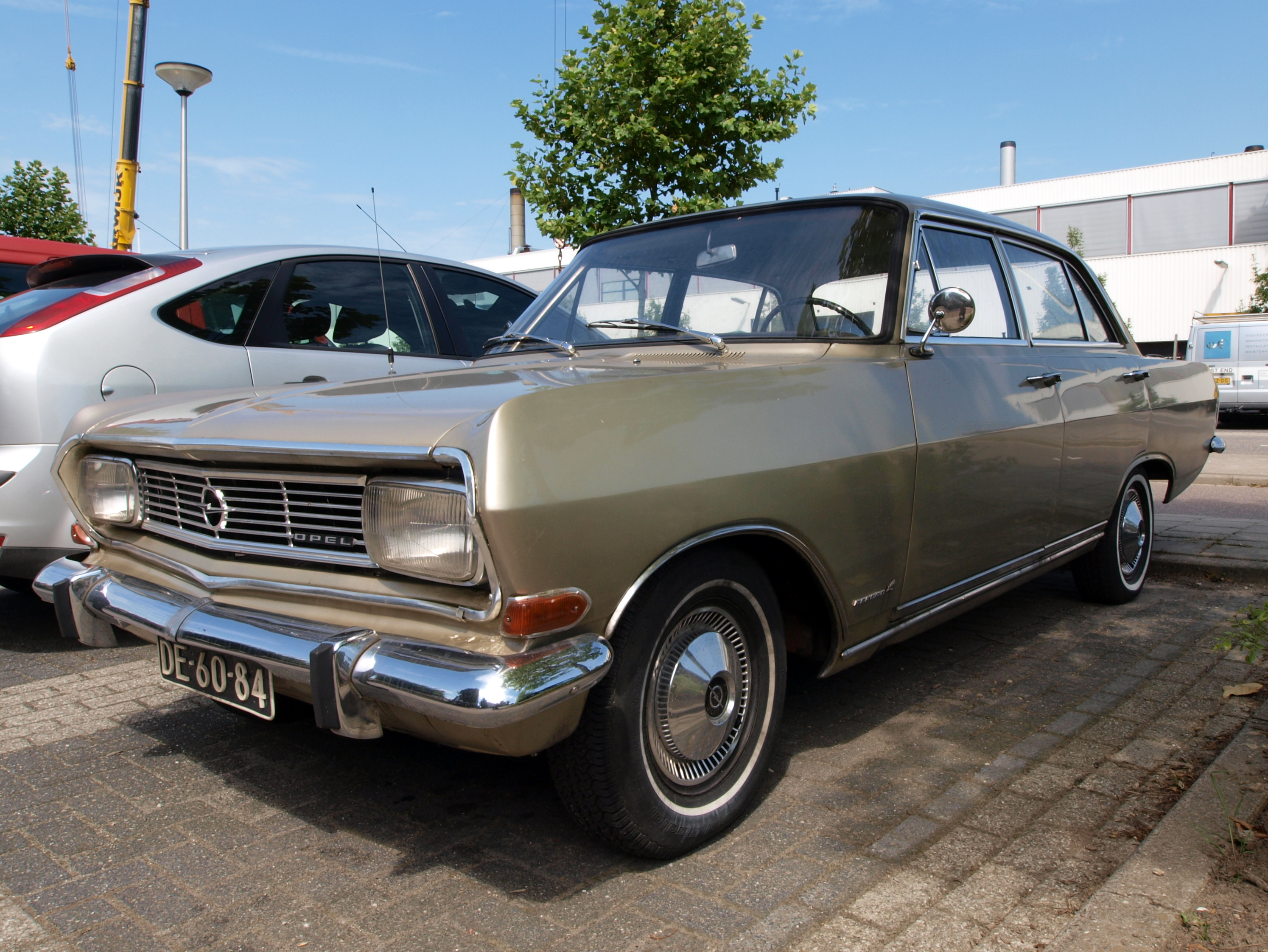
Opel Rekord en berline quatre portes
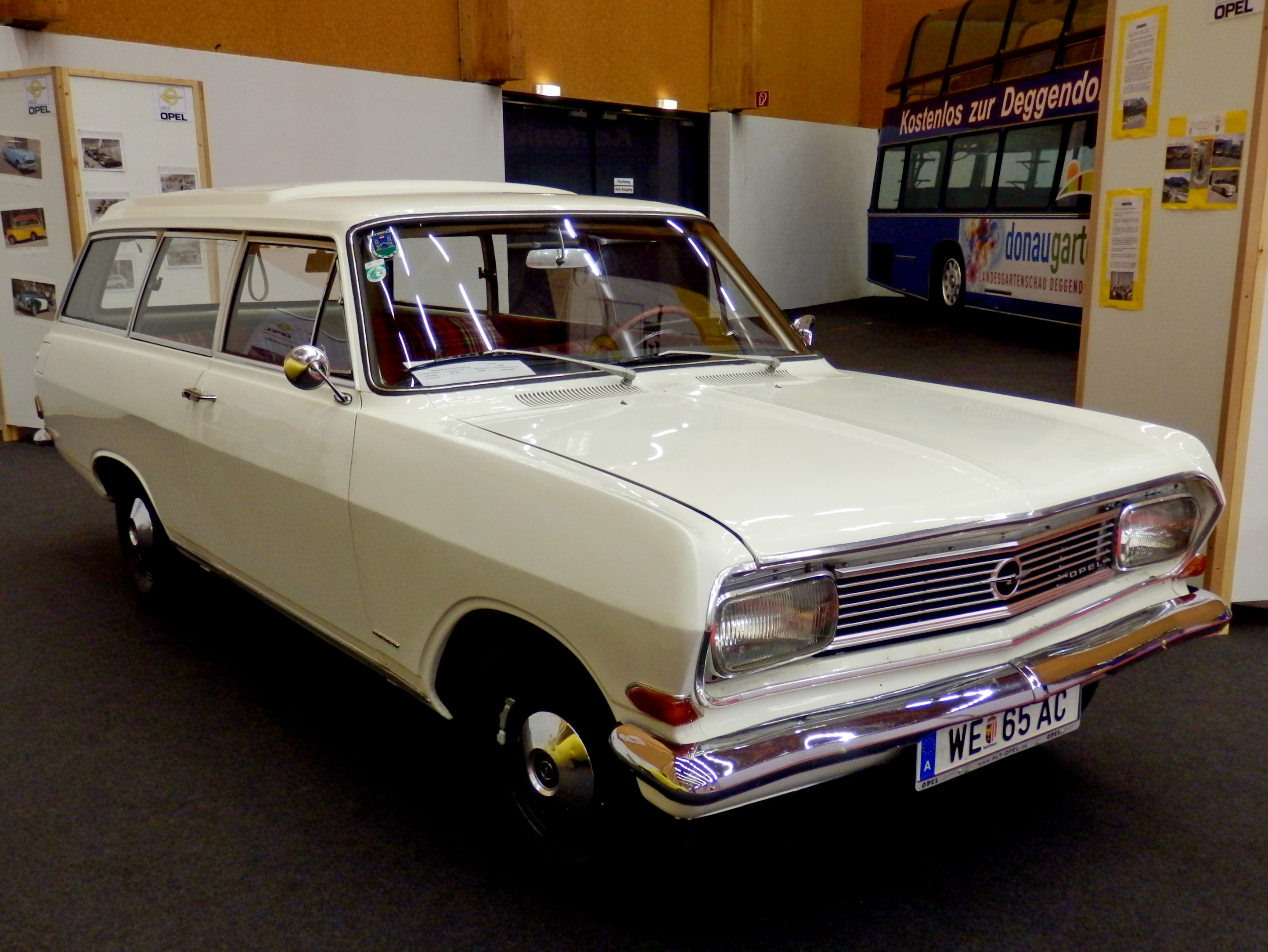
Opel Rekord CarAVan
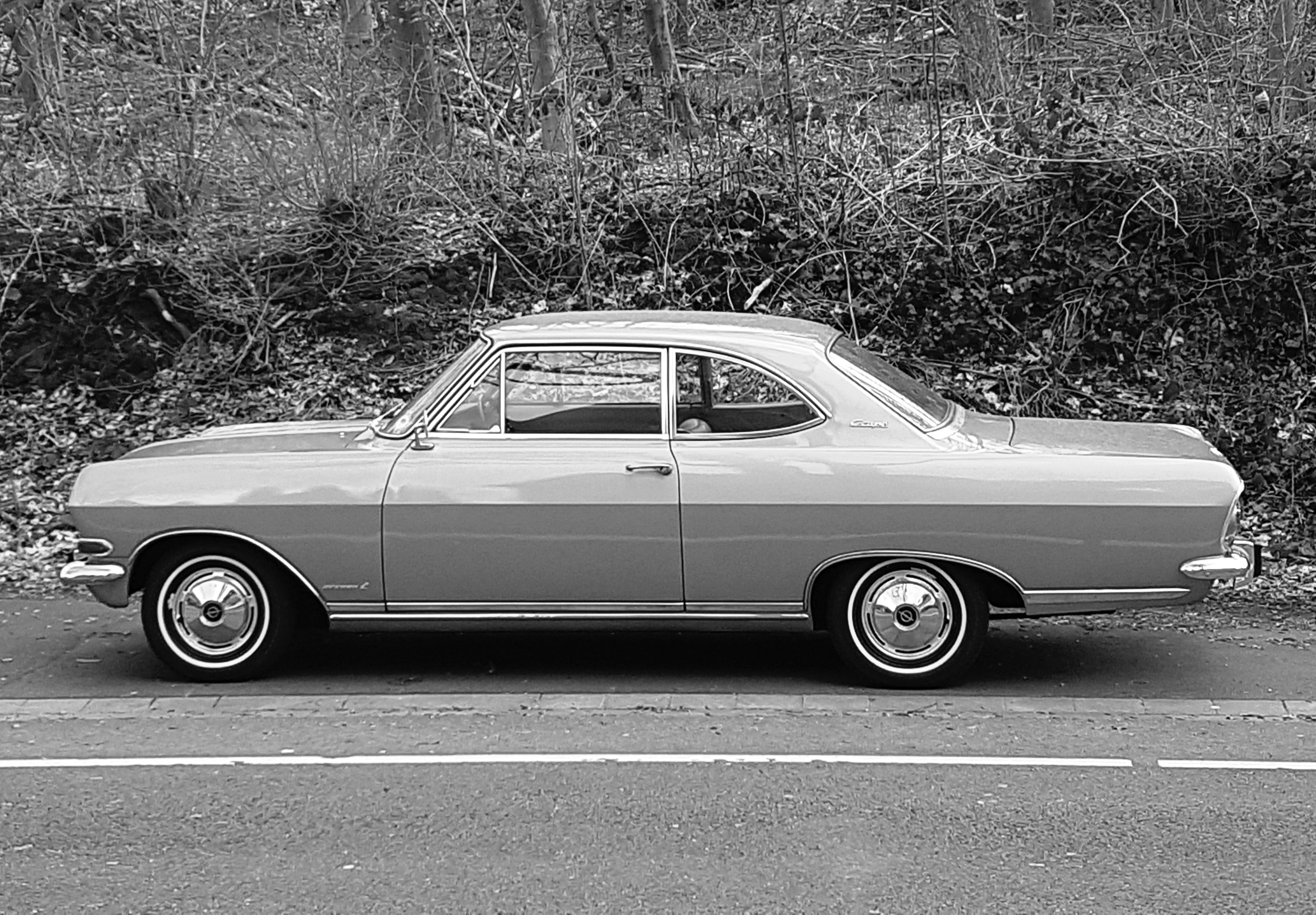
Opel Rekord B coupé de 1965
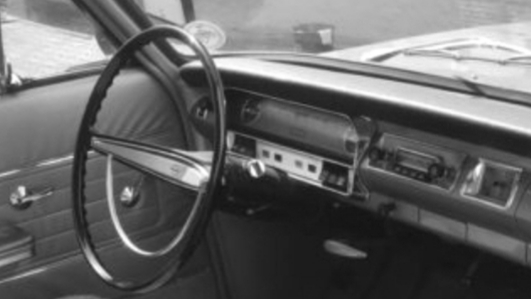
Intérieur de la Rekord L coupé
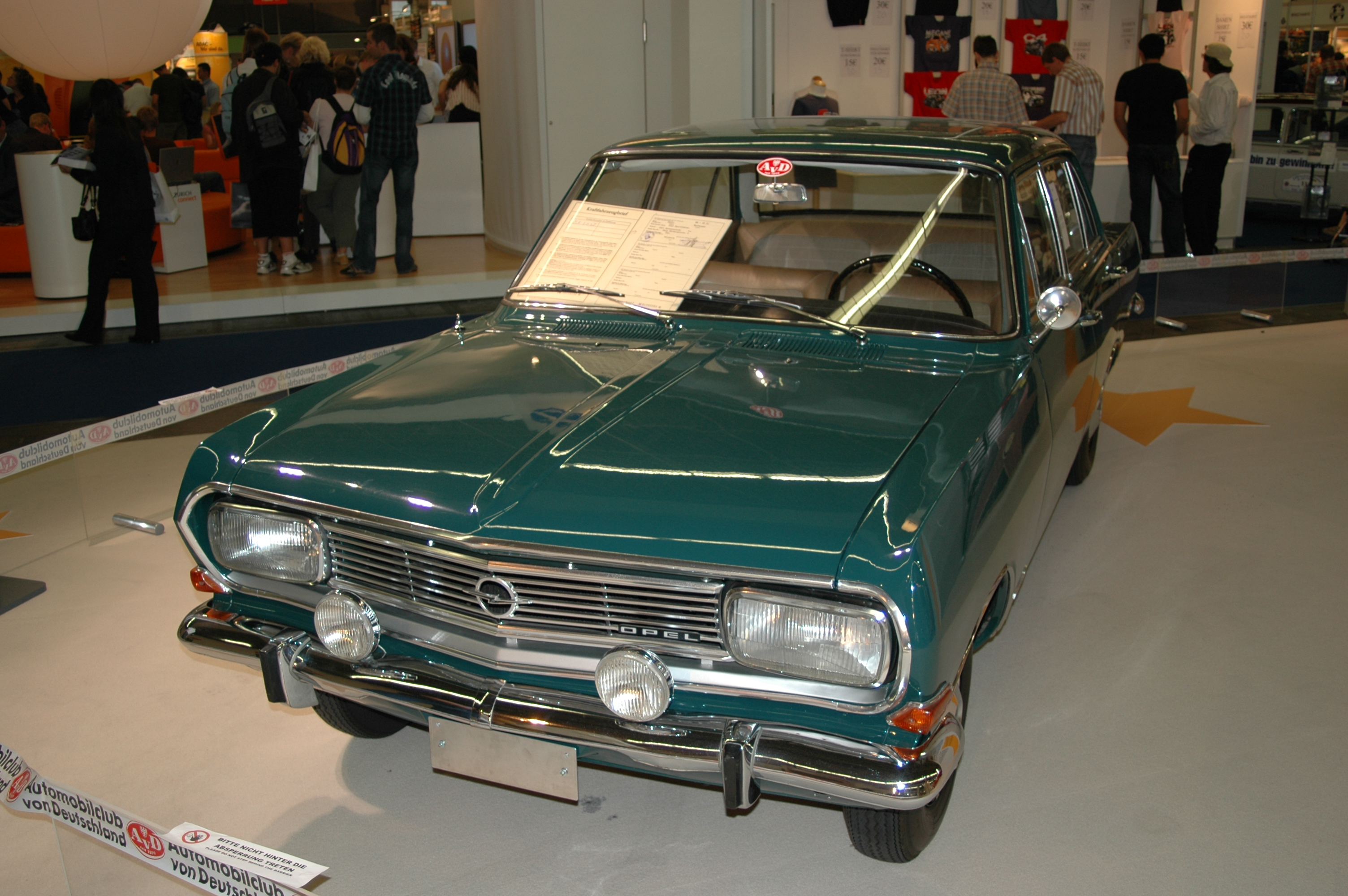
Opel Rekord 1900 par Sepp Herberger

## Moteurs et transmissions
Une innovation technique importante a été les moteurs quatre cylindres CIH entièrement nouveaux de 60, 75 et 90 ch, en remplacement de l'ancienne conception OHV, issue de l'Opel Olympia, produite à partir de 1937. Le moteur précédent était considéré comme peu exigeant et fiable, mais ses possibilités de développement étaient épuisées. Dans le nouveau moteur de la Rekord B, les soupapes ne sont plus actionnées via de longs poussoirs par un arbre à cames latéral situé en dessous, mais l'arbre à cames, qui se trouve désormais dans la culasse, agit sur les soupapes via des poussoirs courts et des culbuteurs en tôle emboutie. Ces culbuteurs ne sont pas montés sur un axe rotatif, mais sont maintenus par des tirants avec un écrou de réglage approprié. L'arbre est entraîné par une chaîne duplex au lieu d'engrenages droits. Cette génération de moteurs figurait, techniquement perfectionnée, dans la gamme Opel jusque dans les années 1990, plus récemment sous la forme d'un 4 cylindres de 2,4 litres avec Bosch Motronic dans les modèles Omega et Frontera A.
Dans le même temps, la Rekord B a continuée (pour la dernière fois) à proposer le précédent moteur six cylindres en ligne OHV de 2,6 litres, basé sur le moteur de l'Opel Super 6 de 1937. Le nouveau moteur six cylindres CIH de la gamme KAD A n'était plus utilisé dans la Rekord B. Comme sur la Rekord A L-6, le moteur six cylindres en ligne mettait un peu plus de poids sur l'essieu avant, ce qui rendait la direction un peu plus difficile à l'arrêt et lors des manœuvres par rapport aux modèles à moteurs 4 cylindres. Cependant, la direction assistée n'était disponible que sur les modèles haut de gamme de la gamme Opel KAD A.
En conjonction avec les nouveaux moteurs quatre cylindres CIH, des carburateurs modernes de SOLEX/DVG à courant descendant étaient désormais utilisés, les moteurs S 1.7 et 1.9 de 75 et 90 ch étant équipés d'un système de démarrage automatique confortable et moderne, chauffé à l'eau chaude. Les carburateurs à aspiration descendante avec starter manuel éprouvés d'Opel (licence Carter), produits en interne, étaient initialement destinés à être uniquement installés dans les moteurs six cylindres de 2,6 litres à soupapes en tête de la Rekord B. Cependant, les moteurs CIH de 1,5 litre équipés de carburateurs Solex présentaient des problèmes de réglage qui ne pouvaient être résolus à court terme. C'est pourquoi, après environ 6 mois, il a été décidé d'équiper tous les modèles de Rekord B 1.5 produites à partir de cette époque du carburateur Opel éprouvé. Ce carburateur a finalement été utilisé dans toute la gamme Rekord C sur tous les moteurs N de 1,5 litre et 1,7 litre (60 ch).
La Rekord B berline et break de base était équipée d'une transmission à trois vitesses entièrement synchronisée et d'un levier de vitesse au volant; Le coupé était équipé de série d'une boîte de vitesses à quatre rapports avec levier de vitesse central, également disponible en option pour la berline et le break et en association avec un levier de vitesse au volant moyennant un supplément. Pour le modèle 1900S de 90 ch, un convertisseur de couple automatique Powerglide de GM à deux vitesses était disponible pour la première fois dans les modèles Opel à moteurs quatre cylindres moyennant un supplément. Le convertisseur de couple automatique était exclusivement réservé aux véhicules équipés du moteur quatre cylindres de 90 ch. Les niveaux de vitesse étaient commandés à l'aide d'un levier sélecteur sur le volant.